# Краљевина Јерусалим
Краљевина Јерусалим је био хришћанска држава основана на Леванту 1099. године после Првог крсташког рата. Трајала је мање од 200 година све до 1291. када су Акру уништили Мамелуци.
На почетку краљевина је била веома мала, група градова и села која су освојена за време крсташких похода. Њен први краљ, Готфрид Бујонски, уопште себе није сматрао за краља. Краљевина се развијала упоредо као и западне државе, по узору на њих и имала веома блиске односе са истим. Краљевина Јерусалим је био релативно мала краљевина са недостатком финансијске и војне помоћи из Европе. Краљевина је такође имала веома блиске односе са Византијским царством и Краљевином Јерменијом. На врхунцу своје моћи, краљевина је држала територије данашњег Израела и појаса Газе.

## Оснивање краљевине
Папа Урбан II године 1095. на сабору у Клермону позива хришћански свет Европе да крене у ослобађање светог града. Одзив је био толико велики да је изненадио и самог папу. Неколико армија покренуто је ка Светој земљи 1096. године. Крсташи освајају Никеју, Едесу и Антиохију. Почетком јуна 1099. године крсташи стижу пред Јерусалим. Опсада је трајала до 15. јула 1099. године када су крсташи успели да провале у град. Уследило је свето клање, стравичан покољ муслиманског становништва у граду. Према проценама, страдало је око 40.000 људи. Командант града успео је да се спасе и побегне.
Након тродневног масакра град је био очишћен од муслимана. Првобитна идеја крсташких похода била је да се сви освојени градови предају Византијском царству. Међутим, византијски цар Алексије одбио је да крсташима пошаље помоћ приликом опсаде Антиохије. Крсташи нису били вољни да му предају град. Слично је било и са папом Урбаном. Након крсташког освајања Антиохије умро је папски легат Адемар. Крсташи су замолили папу да им пошаље другог духовног вођу. Овај то није учинио. Због тога је одлучено да се у Светој земљи формира хришћанска држава са центром у Јерусалиму. Формално, Јерусалиму су биле потчињене грофовија Едеса и кнежевина Антиохија, крсташке државе формиране током похода.

## Готфрид и Балдуин I Јерусалимски
За првог владара крсташке државе постављен је Готфрид Бујонски, један од најистакнутијих учесника похода. Он је понео титулу бранилац Светог Гроба јер није желео да носи царску круну на месту где је Исус носио круну од трња. У време његове владавине пада први покушај Фатимида из Египта да истерају крсташе из Јерусалима. У бици код Аскалона крсташи им наносе велики пораз. Египатски везир Ал-Афрал Шаханшах ће и у следећим годинама организовати походе на крсташе.
Готфридова владавина брзо се завршила. Умро је јула 1100. године. За владара је изабран његов брат Балдуин I Јерусалимски који је до тада обављао функцију грофа Едесе.
Балдуинова владавина је период експанзије Краљевине. Године 1101. заузео је Арсуф и Цезареју уз подршку ђеновљанске флоте. Септембра исте године Балдуин се сукобио са Египћанима Ал-Афдал Шаханшаха код Рамле. Египћани су били знатно бројнији; у Јерусалиму су Балдуина већ прогласили мртвим. Његова жена Арда Јерменска већ је послала позив Танкреду да преузме власт и над Јерусалимом. Међутим, Балдуин односи сјајну победу.
Следеће, 1102. године, Балдуин се поново сукобио са Египћанима код Рамле. У његовој војсци учествовали су и Вилијам IX од Аквитаније и Стефан од Блоа који су се једва спасили од смрти током крсташког рата 1101. године. Овога пута крсташи доживљавају велики пораз у коме гине велики део армије укључујући и Стефана од Блоа. Балдуин се спасао и сам на коњу три дана лутао кроз пустињу док се није дочепао Јафе. Већ сутрадан Балдуин напада фатимидски логор у Аскалону и наноси им пораз.
Године 1103. Балдуин опседа Акру. Уз помоћ ђеновљанске флоте Акра је освојена 1104. године. Исте (1103) године плаћа откуп Малик Газију за Боемунда јер му је био дражи на антиохијском престолу од Танкреда са којим је био у сукобу још од почетка Првог крсташког рата. Танкред на управу добија кнежевину Галилеју. Године 1105. Балдуин је водио још једну битку код Рамле у којој је поново однео велику победу. Године 1110. Бејрут је прикључен хришћанској територији.
Дана 28. јуна 1113. године Балдуин доживљава пораз у близини Тиберијаса у бици код Ал-Санабре од стране Мавдуда, атабега Мосула и Тугтигина, емира Дамаска. Дозволио је да га намаме на борбу и натерају да први безглаво нападне. Након Мавдудовог убиства од стране асасина, Тугтигин са Балдуином склапа мир.
Године 1115. Балдуин гради једну од најјачих тврђава крсташких ратова — Крак де Монтреал. На тој територији је основана нова крсташка држава — господство Трансјордан, вазално у односу на Јерусалим. Три године касније Балдуин покреће поход на Египат. У томе га је спречила смрт (2. април 1118).

## Балдуин II
Након смрти краља Балдуина I 1118. године, постављало се питање ко ће га наследити на јерусалимском престолу. Депутација је послата Балдуиновом брату Еустахију. Балдуин ле Бурж је, уз подршку Арнулфа од Малекорна и Жосцелина, постављен за регента до коначне одлуке Еустахија. Балдуин није хтео да преда престо Еустахију и, уз подршку својих крсташких и муслиманских савезника, изабран је за јерусалимског краља. Еустахије је мирно прихватио ново стање и вратио се у земљу.
Крунисање Балдуина II Јерусалимског обављено је 14. априла 1118. године. Није се показао незахвалним према Жосцелину који му је помогао да преузме престо. Доделио му је грофовију Едесу на управу. Треба напоменути да је исте године када је Балдуин крунисан, у Јерусалиму основан витешки ред Темплара.
Одмах на почетку владавине Балдуин се суочио са тешкоћама. У бици на Крвавом пољу умире регент Антиохије Руђер од Салерна. Тако је Балдуин морао да врши и функцију кнеза Антиохије до пунолетности Боемундовог сина Боемунда II.
Године 1122. Ил Гази је умро, а наследио га је емир Белек. Неопрезни Жосцелин је налетео на Белекову војску која га је заробила и одвела у тврђаву Керпут (13. септембар 1122). Тако је Балдуин постао и регент грофовије Едесе. За команданта града поставио је Жофрија од Монка. Победе које је остварио у јесен 1122. године охрабриле су га да покуша да ослободи Жосцелина. У бици код тврђаве Гаргар априла 1123. године, Белек је успео да зароби самог јерусалимског краља Балдуина. У том тренутку су три крсташке државе остале без владара: Јерусалимска краљевина, грофовија Едеса и кнежевина Антиохија. Белек осваја Алепо од Ил Газијевог сина Сулејмана.
Балдуинову улогу преузима Еустазије Гранијер који се показао добрим војсковођом. Одбио је све Белекове и египатске нападе на Антиохију и у Венецијанском крсташком походу освојио Тир на чију цитаделу је забоо заставу заробљеног краља Балдуина. Балдуин из заробљеништва излази 1124. године.
Две године касније у Свету земљу долази син Боемунда Тарентског, Боемунд II не би ли преузео кнежевину Антиохију. Балдуин га је одмах оженио својом ћерком Алисом. Тада је већ имао око 60 година од којих је скоро све провео у константном рату. Није имао синова, само четири ћерке: Мелисанду, Алису, Ходиерну и Жовету. Како није имао наследника, наследила би га најстарија кћер, односно њен муж. Због тога није Мелисанду понудио Боемунду већ га је оженио Алисом. За Мелисанду је, по саветовању са француским краљем Лујем VI, одабрао француског племића Фулка Анжујског. Венчање је обављено 2. јуна 1129. године. Балдуин умире августа 1131. године.

## Фулк и Мелисенда
Фулк I је током читаве владавине морао да води борбу са Зенгијем, атабегом Мосула и Алепа и оснивачем династије Зенгида. У бици код Монтферана 1137. године умало није изгубио главу. У време Фулкове владавине у Свету земљу долази Јован Комнин, византијски цар који је сматрао да полаже право на кнежевину Антиохију коју су крсташи још током Првог крсташког рата морали да предају Византији. Већи сукоб са овом моћном државом спречен је смрћу цара Јована који је 1143. године грешком погођен стрелом у око. Исте године умире и Фулк. Несрећно је пао са коња и од повреда умро.
Мелисенда наставља да влада сама као регент свога малолетног сина Балдуина III. Био је то тежак период за хришћане. Најпре Зенги осваја Едесу што изазива Други крсташки рат. Други поход организују најутицајнији монарси у Европи — француски краљ Луј VII и немачки краљ Конрад III. Међутим, њихове међусобне размирице саботирале су поход. Једино што су учинили јесте опсада Дамаска који је био пријатељски настројен према хришћанима. Опсада је завршена неуспехом, а једини резултат је тај да се Дамаск, последњи савезник хришћана у Светој земљи окренуо против њих.
Године 1146. Зенги је убијен. Наследила су га двојица синова: Саиф ад Дин Гази и Нур ад Дин. Овај други ће се показати достојним наследником свога оца. Вешто ће избегавати сукобе са знатно моћнијим европским армијама током Другог похода. Након одласка крсташа нанео је велики пораз кнежевини Антиохији у бици код Инаба. Сам кнез Ремон од Поатјеа је погинуо у бици, а Констанца, антиохијска принцеза наставља да влада сама. Потом Нур ад Дин осваја преостале територије грофовије Едесе, а 1154. године и Дамаск.
Почетак педесетих година 12. века Краљевину је захватила борба за власт између Балдуина III и Мелисенде која је упорно одбијала да му преда круну. Балдуин на крају односи победу и проглашава се за краља 1152. године.

## Балдуин III и Амалрик
Смрћу Ремона од Поатјеа, Констанца влада сама. Године 1152. удала се за Ренеа од Шатијона. Он ће крсташима донети велике неприлике и биће један од главних разлога Саладиновог покретања џихада 1187. године.
Балдуин је покренуо крсташку војску на Аскалон. Опсада је извршена 1153. године, а 22. августа 1153. године крсташи заузимају овај важан египатски град. За грофа Јафе и Аскалона поставио је свога брата Амалрика. Године 1160. Рене упада у заробљеништво Нур ад Дина и тамо ће остати шеснаест година. Освајање Аскалона био је најважнији Балдуинов успех. Умро је 1162. године. Наследио га је брат Амалрик.
Амалрикова владавина обележена је покушајима освајања Египта. На Египат ће покренути три похода која ће се завршити неуспехом због уплитања Нур ад Дина који није желео да крсташи освоје Египат и тако знатно ојачају свој положај. У походима се истакао муслимански војсковођа Ширку, а каријеру започео Салах ед Дин Јусуф — касније чувени Саладин. Ширку и Саладин успостављају своју власт над Египтом. Ширку умире непуна три месеца након освајања Египта. Саладин преузима власт и отказује послушност Нур ад Дину. Нур ад Дин покреће армију да казни младог војсковођу, али га је у томе омела смрт. Наследио га је син Малик Шах Исмаил уместо кога престо преузима Саладин као регент.
Амалрик није губио наду већ 10. марта 1171. године одлази у Цариград где је поново склопио савез са Манојлом пристајући да Јерусалимску краљевину стави под сизеренство Византијског царства. Следеће године Амалрик склапа савез са Асасинима. Дана 15. маја 1174. године умро је Нур ад Дин, а Амалрик је искористио прилику и напао Банијас. Опсада није успела. Јерусалим се морао задовољити плаћањем трибута. Тамо је Амалрик зарадио дизентерију од кој је умро 11. јула 1174. године. Наследио га је син Балдуин IV.

## Балдуин IV и Балдуин V
Једини Амалриков мушки наследник био је Балдуин IV који је био болестан од лепре. Знајући то и сам, Балдуин је покушавао да пронађе мужеве за своје две сестре: Сибилу и Изабелу. Године 1177. Балдуин је однео сјајну победу над Саладином код Монт Жисара. То га је охрабрило да настави са владавином. Саладин и Балдуин склапају мир 1180. године. Он није дуго потрајао. Већ следеће године рат је обновљен због напада Ренеа од Шатијона (сада господара Трансјордана) на муслимански караван. Треба напоменути да је 1179. године на место великом мајстора Темплара дошао Жерар од Ришфоа. Касније ће он одиграти значајну улогу.
Балдуин IV био је свестан да му се ближи крај. Од болести је ослепео и није могао сам да хода. Због тога је као регента Јерусалима изабрао Ремона III од Триполија до пунолетства свога сина Балдуина V. Крај Балдуинове владавине обележили су сукоби са Сибилиним мужем Гајом Лизињаном који је настојао да му преотме власт. Балдуин умире марта 1185. године. Балдуин V долази на власт. Међутим, и он умире следеће године.
Поново избија сукоб око круне између Ремона III и Гаја Лизињанског. У сарадњи са Жосцелином III, Гај и Сибила успевају да Ремона привуку у Акру. У његовом одсуству Гај је крунисан за краља. Ремон је покушао да изведе државни удар помоћу мужа друге Амалриков ћерке Изабеле, али се он (Хамфри IV) уплашио и побегао.

## Гај Лизињански и битка код Хитина
Гроф Ремон одбија да Гају положи вазалну заклетву и склапа мир са Саладином. Саладинов син Ел Афдал ибн Салах ад Дин 1187. године уништава крсташку армију Жерара од Ришфоа. Битка се одиграла на Ремоновој територији; да би одржао мир са Саладином он је то морао да допусти. Згрожен великом погибијом хришћана, Ремон пристаје да се измири са Гајем.
Учврстивши свој положај у муслиманском свету, Саладин покреће џихад. Први на удару се нашао Тиберијас. Саладин га опседа 26. јуна 1187. године. Намера му је била да привуче крсташе у "Трубе Хитина", кланац који води до Тиберијаса. Схвативши опасност, Ремон предлаже Гају да одустане од помоћи Тиберијасу. Међутим, ови предлози су наишли на страховите увреде од стране Жерара од Ришфоа и Ренеа од Шатијона који су га називали кукавицом. Гај је на крају послушао њихов савет. Резултат је велика крсташка погибија у бици код Хитина. У бици је уништена целокупна хришћанска армија у Светој земљи, а Гај и сви крсташки барони (сем Ремона, Жосцелина и Балијана који су се спасили бекством) били су заробљени. Већ сутрадан (5. јул) Тиберијас се предао.
Битком код Хитина уништена је јерусалимска армија. Саладин је до краја године освојио преко педесет хришћанских градова. Једини који се успео одржати јесте Тир кога је бранио новопридошли витез Конрад од Монферата, будући краљ. Током опсаде Тира пуштен је из заробљеништва. Саладин се надао да ће долазак Гаја довести до сукоба око власти. Међутим, Конрад га није ни пустио да уђе у град.

## Пад Јерусалима
Опкољавање Јерусалима је отпочело је 20. септембра. Шест дана касније Саладин је наредио да појачају притисак и припреме се за коначан напад. Увидевши да ће тешко одбарнити град, Балијан је отишао на преговоре код султана. Султан у почетку није желео да пристане на преговоре, јер се заклео да ће град заузети мачем. Арапски извори овако описују обраћање Балијана:
| „ | О султане сети се да је у овоме граду тушта и тма људи којима само Бог знаде броја. Оклевају наставити бој, јер се надају да ћеш им поштедети живот као што си толиким другима поштедео, зато што воле живот и презиру смрт. Но видимо ли да нам смрт не гине, онда ћемо, тако ми Бога, побити све жене и децу па запалити све што имамо, и нећемо вам за плен оставити ниједног динара, ниједне драхме, ни једног човека нити жене да их у робље одведете. Потом ћемо уништити Свету стену, џамију Ал акса и многа друга светилишта, па побити оних пет хиљада муслиманских заробљеника што их држимо, те истребити све коње и марву. На крају ћемо изаћи напоље и борити се против вас као што се човек за голи живот бори. И нико од вас неће умрети пре него што убије неколико ваших. | ” |

Арапски извори кажу да Саладина нису дотакле претње, али да га је дирнуо жар саговорника. Саладин је одлучио да свако мора да плати откуп да би се ослободио, десет динара за мушкарце, пет за жене и један за децу.
У петак 2. октобра 1189. године Саладин је ушао у град. За разлику од уласка крсташа у Јерусалим, који је био обележен најсвирепијим крвопролићем, Саладин је поступио са много човечности. Покоља није било а пљачка је спречена на самом почетку. Муслиманске патроле патролирале су градом и спречавале су свако насиље и преступ. Део хришћанског становништва повукао се са нешто иметка у области које су још држали крсташи, у Тир, Триполис и Антиохију. Они који нису имали средства да се откупе продати су у ропству.

## Трећи крсташки рат
Вест о паду Јерусалима је у Европи изазивала велика интересовања. Поново је букнуо верски и ратнички жар. Монарси су желели да управо они буду ти који ће поново ослободити Свети град. Главне армије потекле су из Француске, Енглеске и Немачке. Немачка армија Фридриха Барбаросе лоше је прошла. Након што је немачки цар умро у реци од срчаног удара, армија се распала и убрзо постала лак плен Саладиновим муслиманима. 
Филип Август и Ричард Лавље Срце се придружују Гају Лизињанском који је опседао Акру. Након вишегодишње опсаде Акра је освојена. Ричард ће извршити масакр муслиманског становништва у коме ће страдати 3000 људи. Саладин је био свестан да нема шансе у борбама против знатно бројнијих европских снага, па се није упуштао у отворене битке.
Крсташки редови сами су почели да слабе; због епидемије која је наступила након уласка у Акру и због борби за власт између Гаја Лизињанског и Конрада од Монферата. Борби су се прикључили и европски монарси; Ричард стаје на страну Гаја, а Филип на Конрадову. Ипак, Ричард односи победу код Арсуфа над Саладиновом армијом. На састанку крсташких барона у Аскалону одлучено је да ће краљ постати Конрад Монфератски који се има оженити са Изабелом Јерусалимском. Тако је и урађено. Један дан након крунисања Конрада за краља, асасини су га убили. За новог краља постављен је Хенри II од Шампање, а Гај је у замену за круну добио острво Кипар.
Након још једне крсташке победе (код Јафе) склопљен је мир. Муслимани су, према одредбама мира у Јафи, задржали Јерусалим. Формирана је крсташка држава, истина са малом територијом дуж обале између Бејрута и Јафе. Припадали су јој градови Тир, Хаифа, Цезареја, Арсуф, Јафа, Лида и Рамла. Престоница је био град Акра са Хенријем II од Шампање као краљем. Он је носио титулу краља Јерусалима иако је град био у муслиманским рукама. Ходочасници су добили право да посећују света места у Јерусалиму без ношења оружја. Миром у Јафи су муслимани по први пут признали постојање неке крсташке државе. Ричард одлази из Свете земље и више се у њу није враћао.

## Света земља до Петог крсташког рата
Миром у Јафи били су задовољни и муслимани и хришћани. Саладин је повратио свети муслимански град и добио потврду од стране европских монарха, а домаћи крсташи су добили извесну сигурност и неколико важних приобалних градова. Мир ће се одржати две и по деценије. Саладин умире 1193. године и у његовој земљи наступају борбе за престо. Из њих као победник излази Малик ел Адил који се залагао за пацифизам. Доба његове владавине је доба мира у Светој земљи. Четврти крсташки рат заобишао је Свету земљу и погодио Цариград.
Центар нове хришћанске државе био је у Акри. Владар је носио титулу јерусалимског краља. Хенри од Шампање влада до 1197. године када је погинуо у паду са своје палате у Акри. Наследио га је Амалрик II, Гајев брат и љубавник Агнесе од Куртенеа. Потом на престо долази Марија од Монферата (Конрадова ћерка) и њен муж Јован Бријен. Године 1217. мир у крсташкој земљи пореметио је упад угарског краља Андрије Арпада на територије Малик ел Адила. Андрија се након неколико успешних пљачки повлачи у Европу. Ипак, то је био само увод за знатно бројнију крсташку армију која се приближавала из Европе. Сазнавши за то, Малик ел Адил се разболео и умро. Наследила су га тројица синова: Малик ел Камил (Египат), Муазам (Јерусалим и Дамаск) и ел Ашраф Муса (Џизра).

## Пети и Шести крсташки поход
Духовни вођа Петог крсташког похода био је Пелагије Галвани, папски легат. Крсташи са лакоћом освајају Дамијету и у њој се задржавају извесно време када Пелагије, Жак од Витрија (бискуп Акре) и Фрањо Асишки покушавају да мирним путем преобрате муслимане на хришћанство. Увидећи да је то немогуће, крсташи јула 1220. покрећу поход на Каиро. Надолажење нивоа Нила одсекло их је од свих путева и убрзо су морали да се предају. Камил им је понудио сигуран пролаз до Средоземног мора. Са њим крсташи потписују осмогодишњи мир.
Шести крсташки рат био је Камилова идеја. Он је ушао у сукоб са својим братом Муазамом и наговорио свог пријатеља, немачког цара Фридриха II да покрене поход и освоји Јерусалим. Фридрих пристаје и искрцава се у Цезареју. То користи папа Гргур IX, који је био у сукобу са Фридрихом, да га екскомуницира и одузме му поседе у јужној Италији. Сада је Фридриху једини спас био освајање светог града. Међутим, Муазам умире, а наследио га је ел Назир Давуд на кога је Камил вршио јак утицај па није било потребе за уплитањем крсташа. Ипак, Камил није желео да поквари пријатељство са Фридрихом и предаје му Јерусалим. Током читаве Камилове владавине (до 1238) владао је мир са крсташима.

## Седми крсташки рат
Камила наслеђују двојица синова: Ејуб и ел Адил II. Ејуб убрзо убија брата и постаје једини господар муслиманске територије. Мир са крсташима је раскинут. Ејуб шаље војску под командом бившег монголског роба Ејбака која крсташима наноси пораз код Форбије и поново осваја Јерусалим. Седми крсташки рат повешће француски краљ Луј IX Свети који је управо прележао тешку болест и сматрао је да је за његово чудесно оздрављење заслужан Бог коме се мора одужити освајањем Јерусалима.
Армија Седмог похода била је технички најопремљенија која се икада упутила у Свету земљу. Сам поход умногоме подсећа на Пети крсташки рат. Крсташи поново освајају Дамијету након чега Ејуб нуди Јерусалим без борбе у замену за престанак сукоба. Луј одбија након чега египатски султан умире. Наследила га је жена Шајар ал Дур у ишчекивању свога сина Тураншаха да се врати из Месопотамије. Крсташи покрећу поход на Мансуру где је била Ејубова престоница. Међутим, нестрпљење краљевог брата Роберта од Артоа да сачека остатак армије довела је до пропасти напада. Ејбак уништава Робертову армију у бици код Мансуре, а потом се учвршћује у граду и одбија лујеве нападе. Сам предузима напад на крсташе који се завршава неуспехом. Међутим, мртва тела упала су у воду за пиће због чега у крсташком логору избија епидемија. Од ње оболева и сам Луј који убрзо пада у заробљеништво. Комплетна армија се предаје; Луј се спасао плаћањем откупа.

## Бајбарсова освајања
Ејбак након победе над крсташима преузима египатски престо. Он је 1257. године убијен по налогу Шајар ал Дур. Његов наследник Нур ад Дин Али био је малолетан па је регентство вршио Кунтуз. Он убрзо убија дечака и преузима власт.
У то време долази до инвазије Монгола у Свету земљу. Њима се придружује и кнез Антиохије Боемунд IV. Монголи освајају Дамаск, Алепо, Мосул, Багдад. Даља надирања спречена су грађанским ратом у монголској држави, а потом и смрћу њиховог вође Хулагу кана. Кунтузов војсковођа Бајбарс наноси Монголима пораз код Ајн Џалута чиме је спречено њихово даље надирање. Након ове велике победе, Бајбарс убија Кунтуза и преузима власт.
Бајбарсов долазак на власт запечатиће судбину хришћана у Светој земљи. Мамелучког султана је одушевљавао Саладинов џихад и био је решен да доврши оно што је овај започео. Главни Бајбарсови напади дошли су 1268. године. Бајбарс покреће армију на грофовију Триполи, али у задњем тренутку мења смер и креће ка Антиохији. Град је убрзо освојен чиме је стављена тачка на вишевековно постојање ове крсташке државе. Бајбарс је извршио покољ достојан крсташког масакра из 1098. године.
Пад Антиохије навео је Луја IX да покрене нови крсташки рат. Међутим, он је своју војску повео ка Тунису. Поход је завршен неуспехом због Лујеве смрти од болести. Краљев брат Карло Анжујски успео је да спасе остатак армије и врати је у Европу.
Године 1271. Бајбарс напада престоницу крсташа — Акру, али не успева да је освоји. Даље нападе на крсташе спречио је долазак Едварда Енглеског у Акру (Девети крсташки рат). Бајбарс је умро 1277. године. Две године касније на египатски престо долази султан Калаван.

## Протеривање хришћана из Свете земље
Примирјем између Египта и крсташа из 1183. године (на 10 година) били су обухваћени градови: Акра, Сидон и Атлит. Гроф Триполија, Боемунд VI, га није потписао рачунајући још увек на помоћ свог монголског савезника Хулагуа. Калаван је одлучио да то искористи и освоји Триполи. Град се није дуго бранио. Освојен је 27. априла 1289. године, а освајање је праћено великим масакром.
У Светој земљи је тада од хришћанских градова остала једино Акра. Султан није желео да прекрши примирје које је постојало. Међутим, у јесен 1290. године у Акри се окупила мања група крсташа пристиглих из Италије. Поводом тога је приређен банкет. Он се претворио у крвопролиће. Пијани крсташи су улицама Акре побијали свакога кога су срели, а ко је носио браду. Страдало је мноштво муслимана, али и хришћана. Калаван покреће војску ради одмазде 4. новембра. Међутим, током похода умире, па се муслимани враћају. Непосредно пред смрт, Калаван је заклео свога сина Ашрафа да освоји Акру.
Марта 1291. године Акра је опседнута. У муслиманској армији је било 70.000 коњаника и око 150.000 пешака. Акра је бројала око 40.000 становника од којих 700 коњаника и 800 пешака. Били су присутни и сви витешки монашки редови: Темплари, Хоспиталци, Тевтонци, одред Светог Лазара... Током маја 1291. године завршено је опкољавање града. Град је бомбардован са 92 катапулта. Завршни јуриш извршен је 18. маја. Крсташи су једно време одбијали нападе. Најжешће су се бранили Темплари и Хоспиталци. Међутим, знатно бројнија муслиманска војска успела је да пробије одбрану.
Након пада Акре, остали крсташки поседи нису се опирали. Тир је напуштен 18. маја, Сидон 14. јула, Бејрут 21. јула, Антарт 3. августа. Крсташи су протерани из Свете земље.